# Piața Constituției

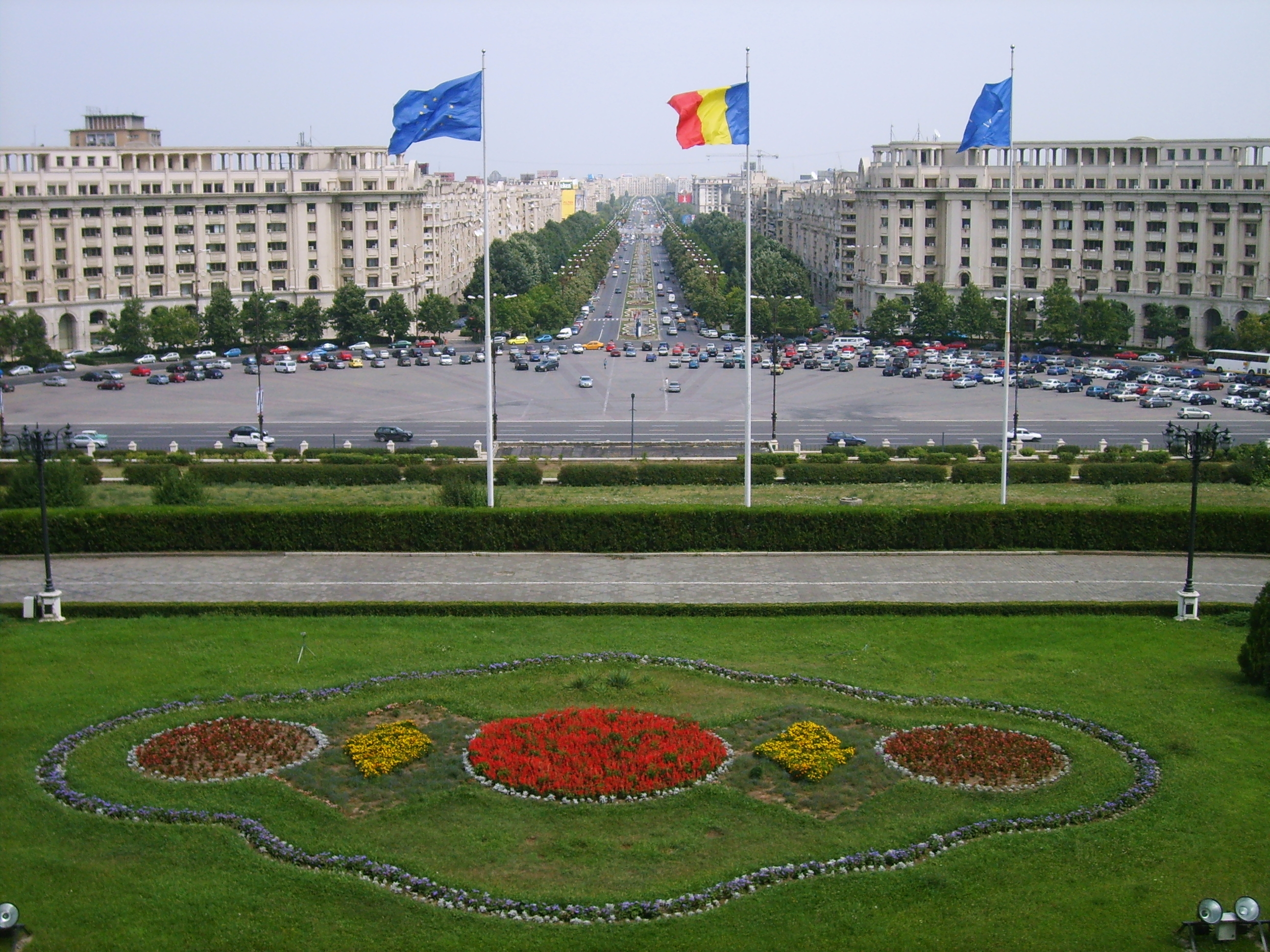
Platz der Verfassung

Piața Constituției (auf Deutsch: Platz der Verfassung) ist ein öffentlicher Platz in Bukarest, der Hauptstadt Rumäniens. Wegen seiner Größe und seiner zentralen Lage vor dem Parlamentspalast finden hier Konzerte statt sowie auch Militärparaden am Nationalfeiertag Rumäniens am 1. Dezember.
Der Platz wurde 1984 im Rahmen der Systematisierung der Stadt gebaut, im ehemaligen historischen Stadtviertel Arsenal.